# 20 de agosto
20 de agosto é o 232.º dia do ano no calendário gregoriano (233.º em anos bissextos). Faltam 133 dias para acabar o ano.

## Eventos históricos

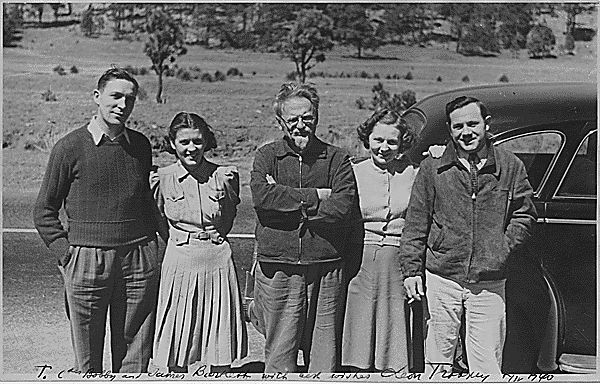
1940: Leon Trótski (centro) pouco antes de sua morte

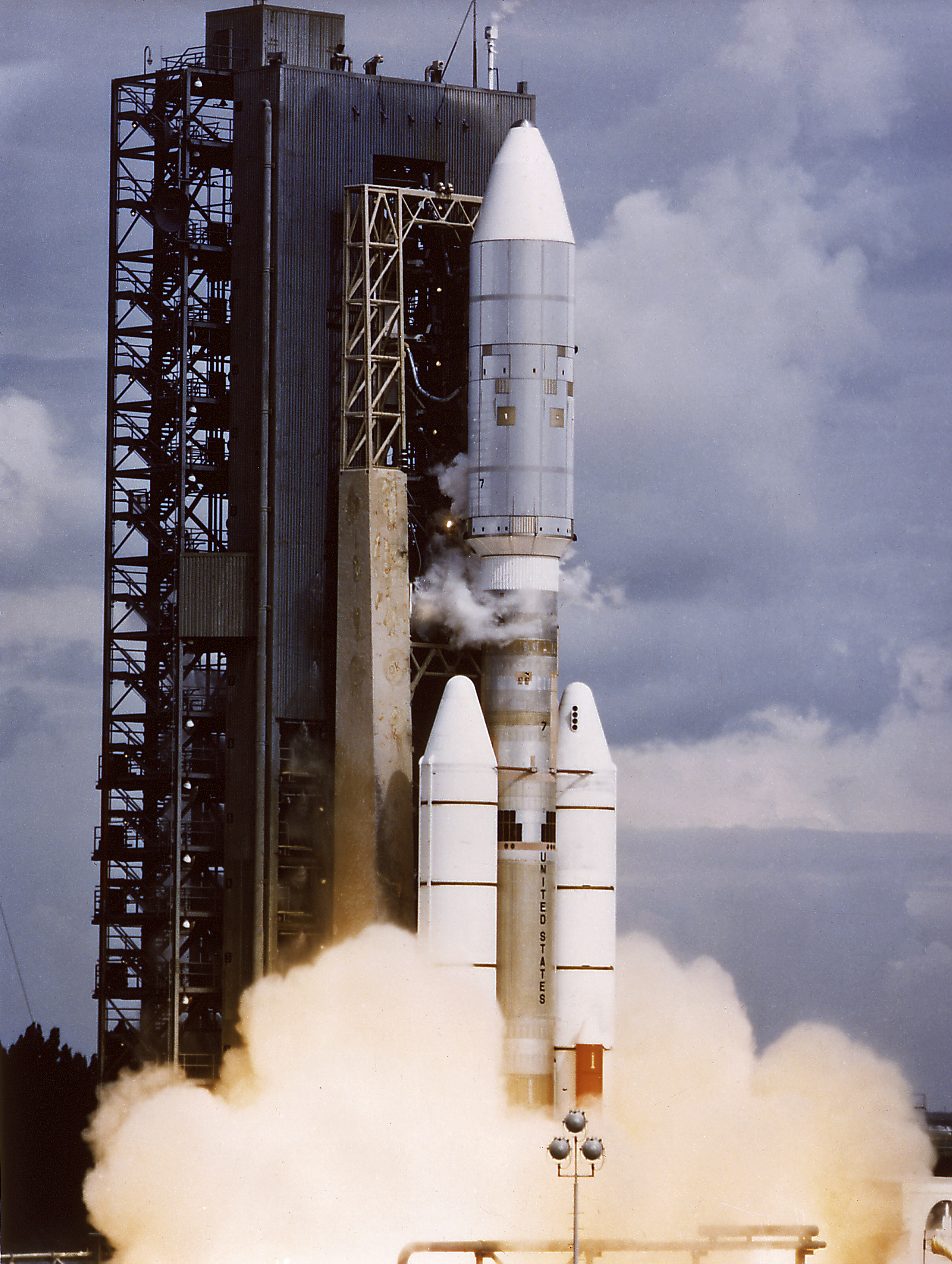
1977: Lançamento da Voyager 2

- 0014 — Agripa Póstumo, neto materno do falecido imperador romano Augusto, é executado por seus guardas em circunstâncias misteriosas enquanto estava no exílio.
- 0636 — Batalha de Jarmuque: as forças árabes lideradas por Calide ibne Ualide assumem o controle do Levante, afastando-se do Império Bizantino, marcando a primeira grande onda de conquistas muçulmanas e o rápido avanço do Islã fora da Arábia.
- 0917 — Batalha de Anquíalo: o czar Simeão I da Bulgária derrota decisivamente um exército bizantino.
- 1083 — Canonização do primeiro rei da Hungria, Santo Estêvão e seu filho Santo Emérico comemorado como um Dia Nacional na Hungria.
- 1191 — Ricardo I da Inglaterra inicia o Massacre em Ayyadieh, deixando 2 600–3 000 reféns muçulmanos mortos.
- 1308 — Papa Clemente V perdoa Jacques de Molay, o último Grão-mestre dos Templários, absolvendo-o de acusações de heresia.
- 1391 — Konrad von Wallenrode torna-se o 24º Grão-Mestre da Ordem Teutônica.
- 1467 — A Segunda Batalha de Olmedo ocorre como parte de um conflito de sucessão entre Henrique IV de Castela e seu meio-irmão Alfonso, Príncipe das Astúrias.[1]
- 1519 — O filósofo e general Wang Yangming derrota Zhu Chenhao, pondo fim à rebelião do Príncipe de Ning contra o reinado do Imperador Zhengde da dinastia Ming.
- 1589 — Jaime VI da Escócia casa-se por procuração com Ana da Dinamarca no Castelo de Kronborg.
- 1648 — Batalha de Lens: um exército francês sob o comando de Luís II de Bourbon, príncipe de Condé, derrota o exército espanhol liderado por Leopoldo Guilherme da Áustria perto de Lens no último grande confronto militar da Guerra dos Trinta Anos, contribuindo para a assinatura da Paz de Vestfália em outubro.
- 1672 — Johan de Witt e seu irmão Cornelis são linchados por uma multidão em Haia.
- 1710 — Guerra da Sucessão Espanhola: um exército multinacional derrota o exército espanhol-Bourbon na Batalha de Saragoça.
- 1794 — Guerra Indígena do Noroeste: as tropas dos Estados Unidos forçam uma confederação de guerreiros Shawnee, Mingo, Delaware, Wyandot, Miami, Ottawa, Chippewa e Potawatomi a uma retirada desorganizada na Batalha de Fallen Timbers.
- 1858 — Charles Darwin publica pela primeira vez sua teoria da evolução através da seleção natural no Journal of the Proceedings of the Linnean Society de Londres, juntamente com a mesma teoria de Alfred Russel Wallace.
- 1864 — Bakumatsu: Rebelião Hamaguri: Três colunas de jōi shishi do Domínio Chōshū atacam e incendeiam a capital imperial japonesa de Kyoto em uma tentativa de expulsar os Domínios Satsuma e Aizu da corte imperial. Sua derrota leva o xogunato Tokugawa a reunir todos os daimyos em todo o país para lançar uma expedição coletiva de retaliação.[2]
- 1866 — O presidente Andrew Johnson declara formalmente o término da Guerra de Secessão.
- 1882 — Estreia da Abertura 1812 de Tchaikovsky em Moscou, Rússia.
- 1905 — Sun Yat-sen, Song Jiaoren e outros estabelecem o Tongmenghui, uma organização revolucionária republicana antiQing, em Tóquio, Japão.
- 1914
  - Primeira Guerra Mundial: Tropas alemãs ocupam Bruxelas, durante a invasão alemã da Bélgica.
  - Primeira Guerra Mundial: a Batalha de Gumbinnen foi a primeira grande ofensiva na Frente Oriental.
  - Fundação da Confederação Brasileira de Desportos.
- 1926 — Fundação da empresa pública de radiodifusão do Japão, Nippon Hōsō Kyōkai (NHK).
- 1940
  - Segunda Guerra Mundial: o primeiro-ministro britânico Winston Churchill faz o quarto de seus famosos discursos de guerra, contendo a frase "Nunca tantos deveram tanto a tão poucos".
  - Segunda Guerra Mundial: Ofensiva dos Cem Regimentos: o general chinês Peng Dehuai, lança a ofensiva, uma campanha bem-sucedida contra a infraestrutura de guerra japonesa e a logística no norte da China ocupada.[3]
  - Na Cidade do México, o revolucionário russo exilado Leon Trotsky é mortalmente ferido com um machado de gelo por Ramón Mercader. Ele morre no dia seguinte.
- 1944
  - Segunda Guerra Mundial: cento e sessenta e oito aviadores aliados capturados acusados pela Gestapo de serem "aviadores do terror", chegam ao campo de concentração de Buchenwald.[4]
  - Segunda Guerra Mundial: a Batalha da Romênia começa com uma grande ofensiva da União Soviética.
- 1946 — Os aliados dissolvem o exército alemão.
- 1947 — O Congresso Nacional do Brasil decreta e o presidente da República, Eurico Gaspar Dutra, sanciona a Lei nº 785, que cria a Escola Superior de Guerra (ESG), com sede no Rio de Janeiro.
- 1948 — O cônsul geral soviético em Nova York é expulso pelos Estados Unidos, devido ao Caso Kasenkina.
- 1949 — A Hungria adota a Constituição húngara de 1949 e torna-se uma República Popular.[5]
- 1955 — Batalha de Philippeville: no Marrocos, uma força de berberes da região das montanhas do Atlas, na Argélia, invade dois assentamentos rurais e matam 77 franceses.[6]
- 1960 — O Senegal rompe com a Federação do Mali, declarando sua independência.
- 1962 — O NS Savannah, o primeiro navio civil movido a energia nuclear do mundo, embarca em sua viagem inaugural.
- 1968 — Guerra Fria: as tropas do Pacto de Varsóvia invadem a Tchecoslováquia, esmagando a Primavera de Praga. A participação da Alemanha Oriental é limitada a alguns especialistas devido às lembranças da recente guerra. Apenas a Albânia e a Romênia se recusam a participar.
- 1975 — Programa Viking: a NASA lança a sonda Viking 1 em direção a Marte.
- 1977 — Programa Voyager: a NASA lança a nave espacial Voyager 2.
- 1988 — Guerra Irã-Iraque: um cessar-fogo é acordado, depois de quase oito anos de guerra.
- 1991 — Dissolução da União Soviética, Golpe de agosto: Mais de 50 000 pessoas se reúnem do lado de fora do prédio do parlamento da União Soviética protestando contra o golpe com objetivo de depor o presidente Mikhail Gorbachev.
- 1991 — A Estônia, ocupada e incorporada à União Soviética em 1940, emite uma decisão sobre o restabelecimento da independência com base na continuidade legal de seu estado de pré-ocupação.
- 1992 — Na Índia, a língua Meitei (oficialmente conhecida como língua Manipuri) foi incluída na lista de línguas listadas e tornou-se uma das línguas oficiais do governo indiano.[7]
- 1993 — Após rodadas de negociações secretas na Noruega, os Acordos de Oslo são assinados, seguidos por uma cerimônia pública em Washington, D.C. no mês seguinte.
- 1998 — A Suprema Corte do Canadá determina que Quebec não pode se separar legalmente do Canadá sem a aprovação do governo federal.
- 2002 — Um grupo de iraquianos contrários ao regime de Saddam Hussein assume a embaixada iraquiana em Berlim, na Alemanha, por cinco horas antes de libertar seus reféns e se render.
- 2007 — O voo China Airlines 120 pega fogo e explode depois do pouso no aeroporto de Naha, em Okinawa, Japão.
- 2008 — O voo Spanair 5022, de Madri, na Espanha, para a Grã-Canária, saiu do solo momentaneamente, rolou para a direita, e impactou no chão do aeroporto de Barajas. Das 172 pessoas a bordo, 146 morrem imediatamente e outras oito morrem depois de ferimentos sofridos no acidente.
- 2014 — Setenta e duas pessoas são mortas na província de Hiroshima, no Japão, por uma série de deslizamentos de terra causados por um mês de chuva que caiu em um dia.
- 2016 — Cinquenta e quatro pessoas morrem quando um suicida detonou-se em uma festa de casamento curda em Gaziantepe, Turquia.
- 2019 — Instituto Nacional de Pesquisas Espaciais do Brasil detecta mais de 100 mil incêndios florestais no país desde janeiro, sendo mais da metade deles concentrados na Amazônia.[8]

## Nascimentos

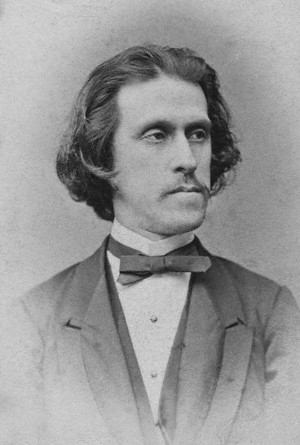
Josef Strauss

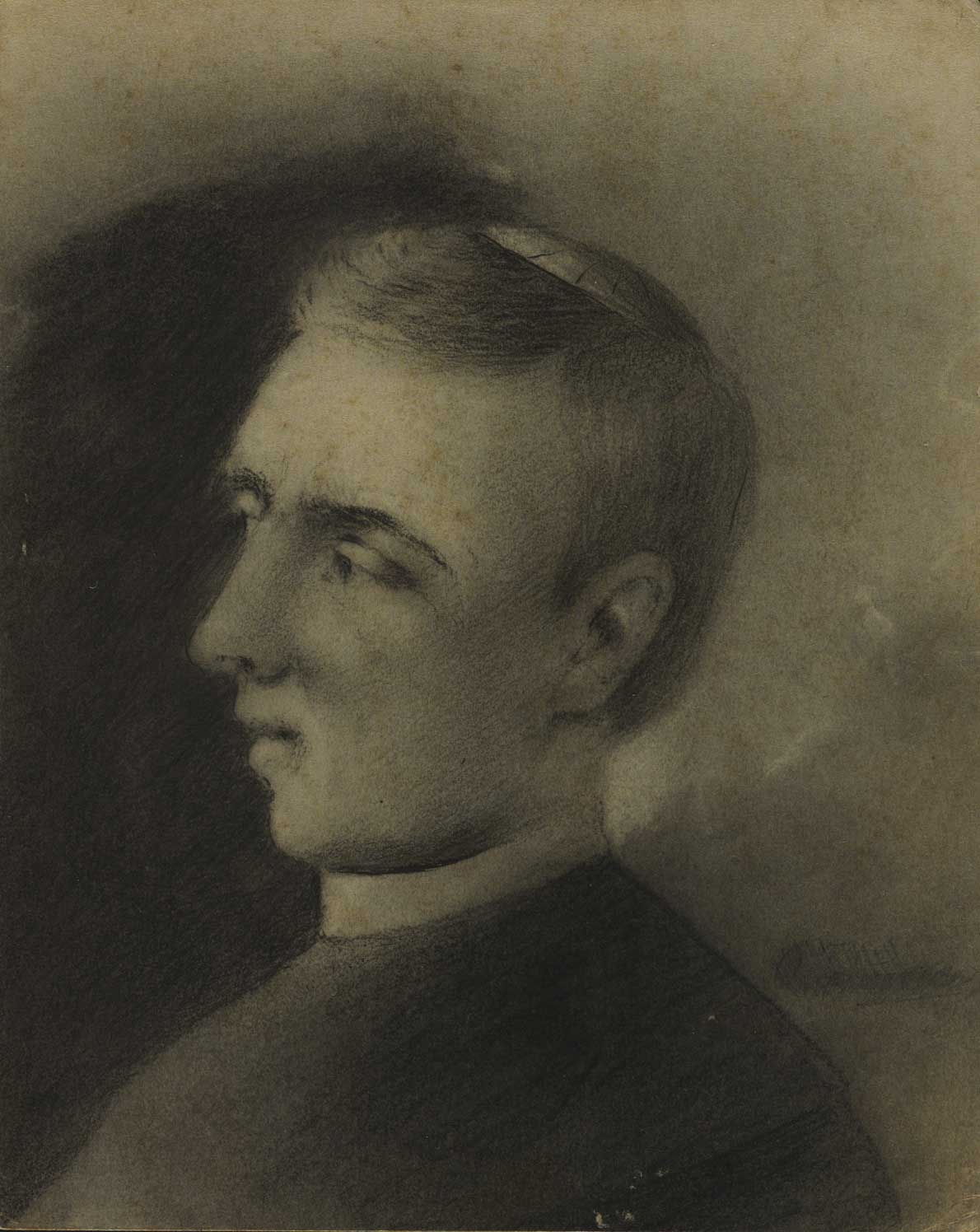
Frei Caneca

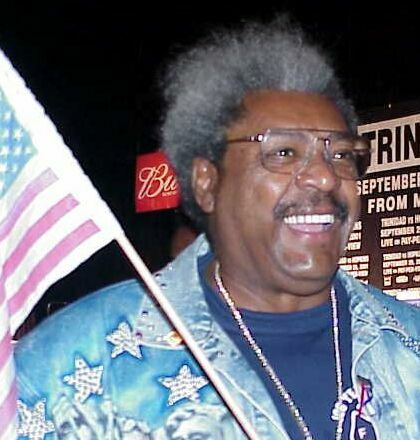
Don King

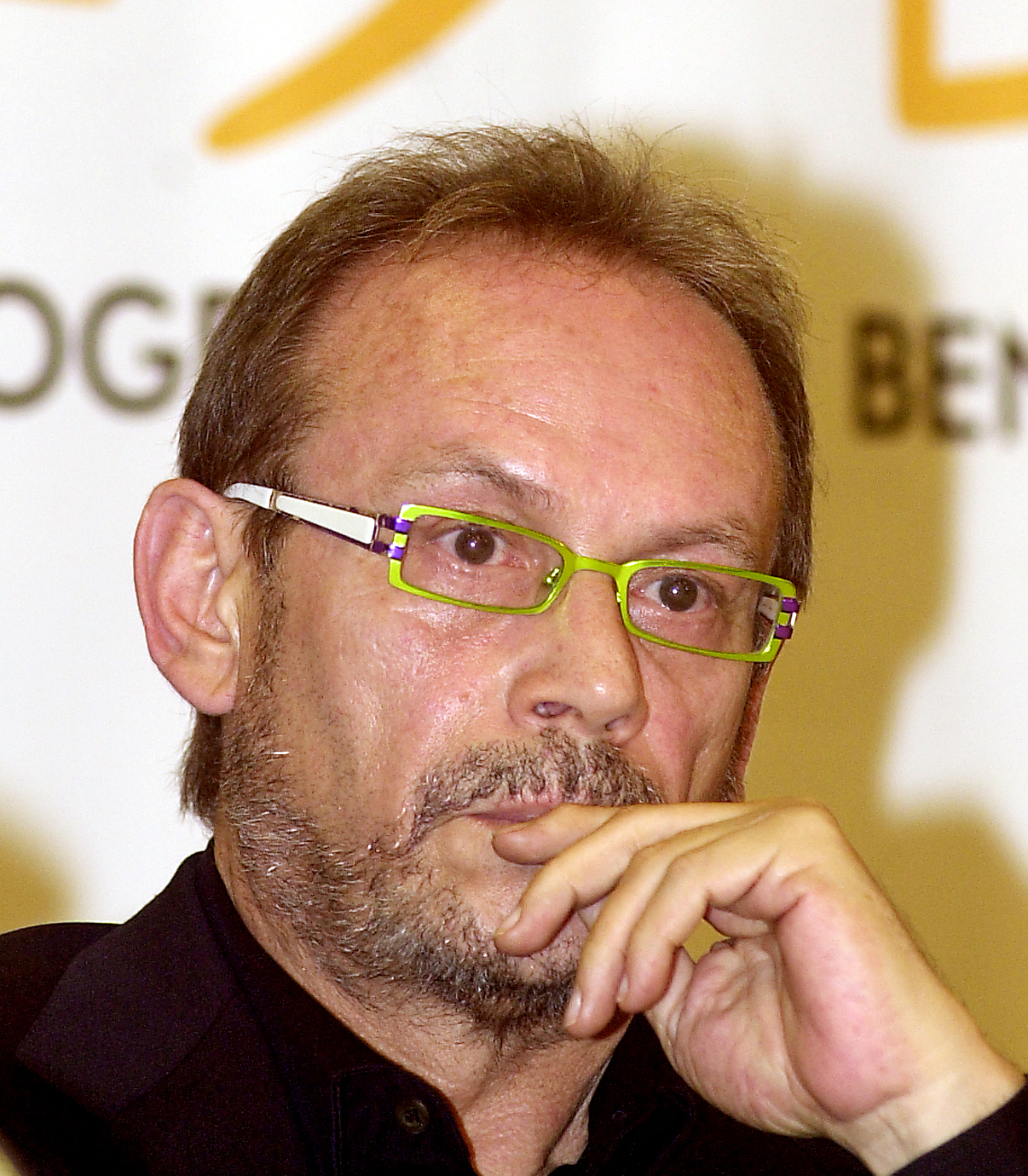
José Wilker

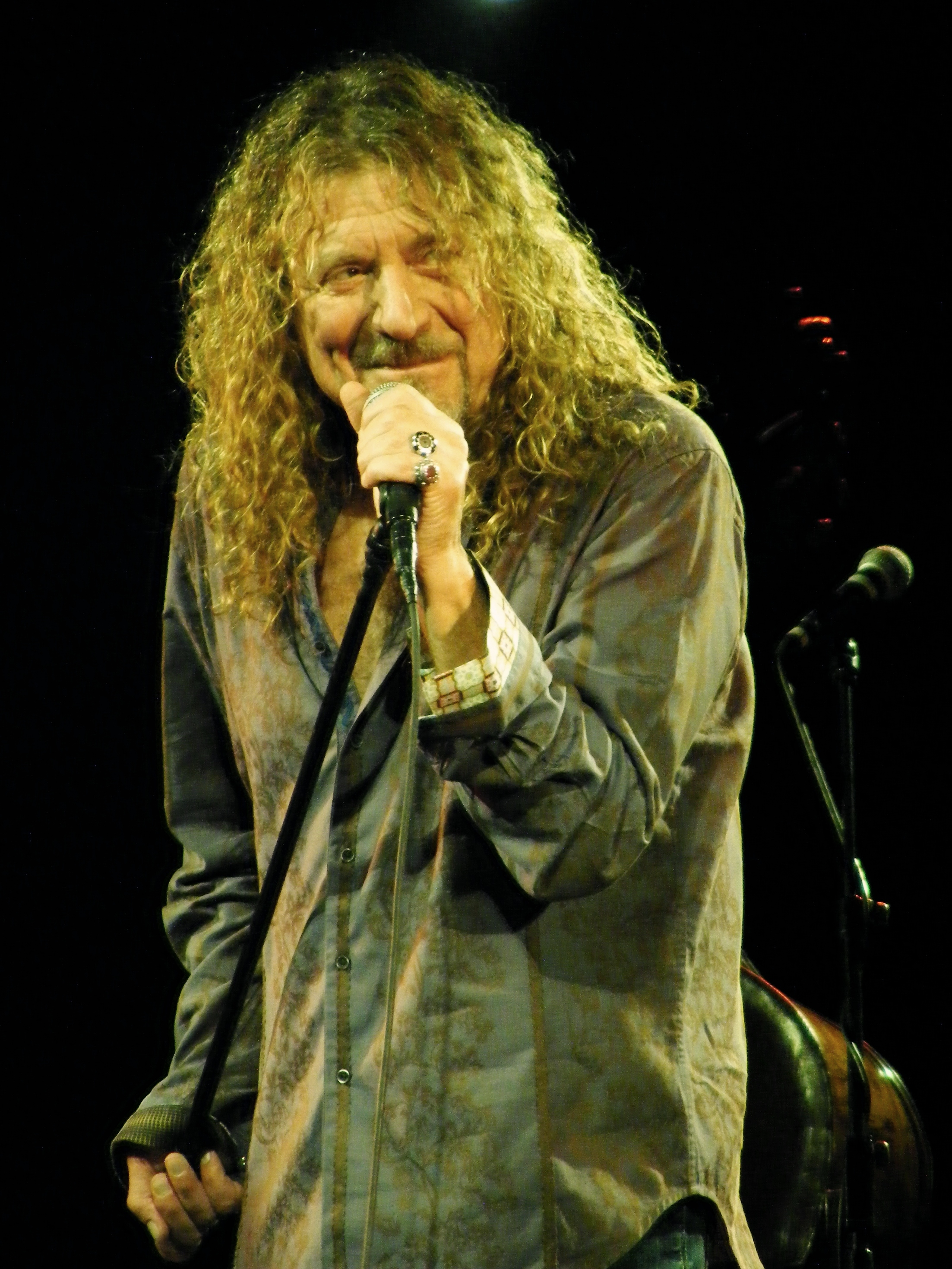
Robert Plant

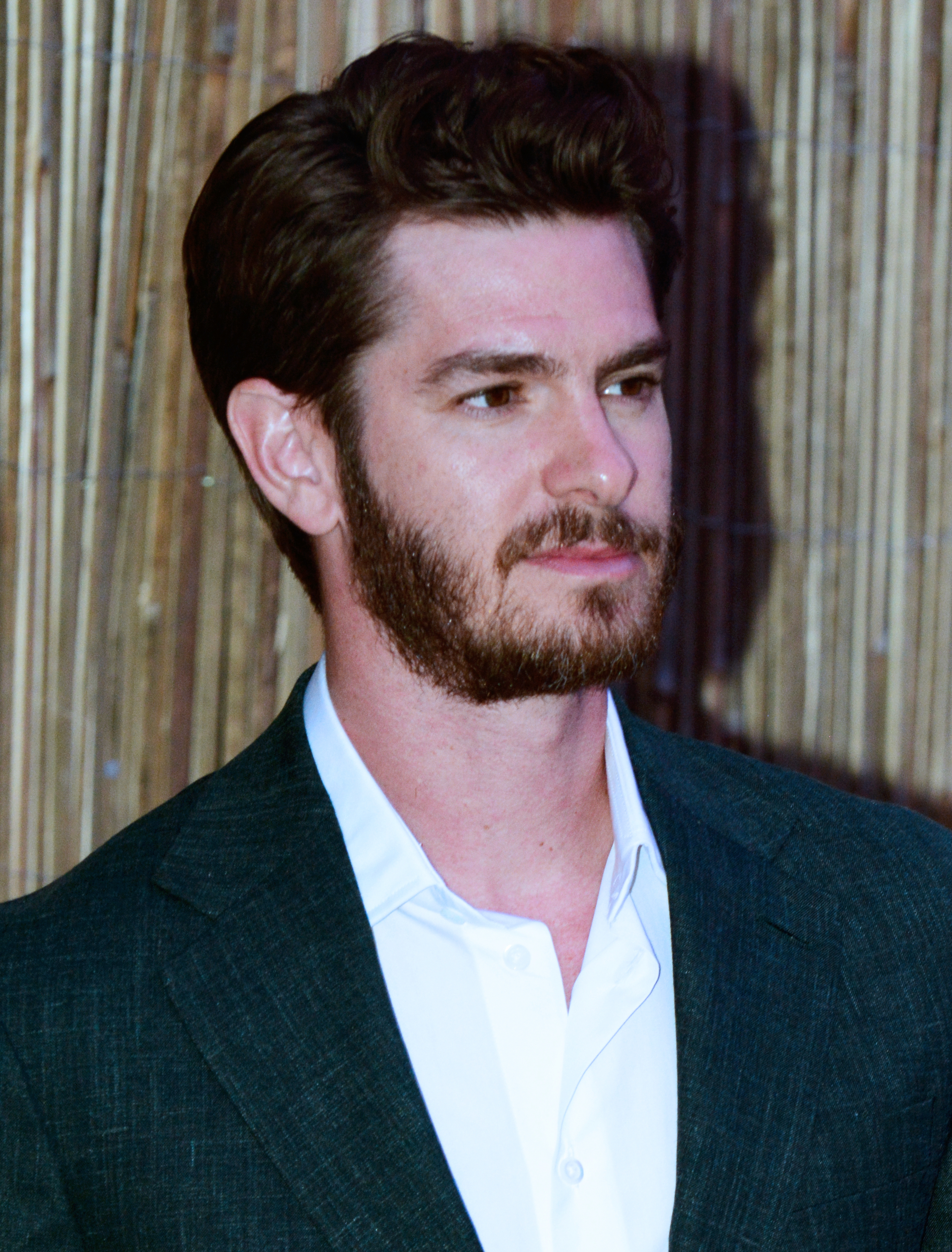
Andrew Garfield

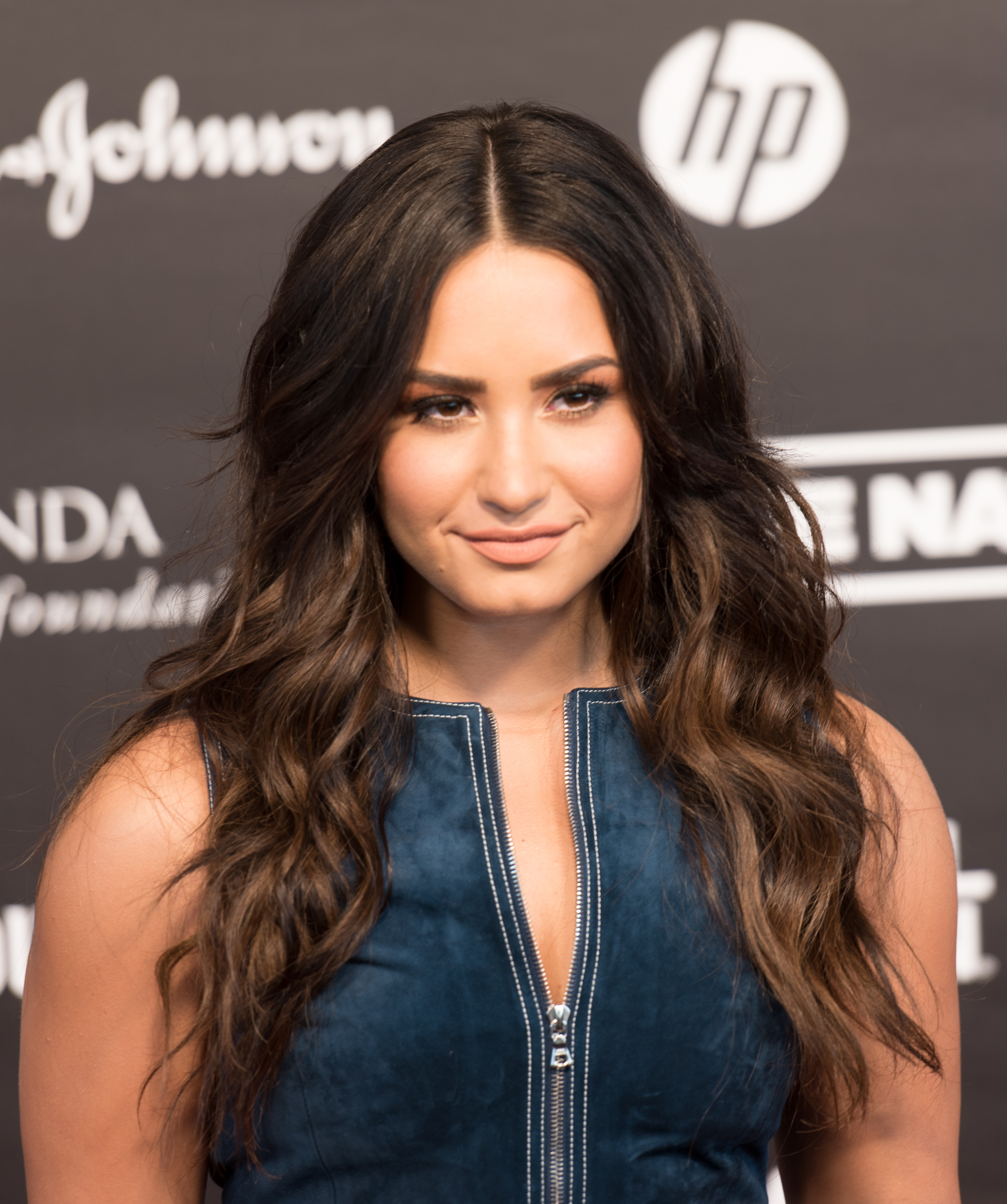
Demi Lovato

### Anteriores ao século XIX
- 1377 — Xaruque Mirza, governante da Pérsia e Transoxiana  (m. 1477).
- 1517 — Antoine Perrenot de Granvelle, cardeal e colecionador de arte francês (m. 1586).
- 1561 — Jacopo Peri, cantor e compositor italiano (m. 1633).
- 1625 — Thomas Corneille, dramaturgo e filólogo francês (m. 1709).
- 1632 — Louis Bourdaloue, pregador e acadêmico francês (m. 1704).
- 1659 — Henry Every, pirata inglês (m.1696).
- 1694 — Cristiana Carlota de Württemberg-Winnental, marquesa de Brandemburgo-Ansbach (m. 1729).
- 1710 — Thomas Simpson, matemático e acadêmico britânico (m. 1761).
- 1719 — Christian Mayer, astrônomo e educador tcheco (m. 1783).
- 1745 — Francis Asbury, clérigo estadunidense (m. 1816).
- 1778 — Bernardo O'Higgins, militar e estadista chileno (m. 1842).
- 1779
  - Jöns Jacob Berzelius, químico sueco (m. 1848).
  - Frei Caneca, religioso e revolucionário brasileiro (m. 1825).
- 1789 — Abbas Mirza, príncipe persa (m. 1833).
- 1799 — James Prinsep, orientalista inglês (m. 1840).

### Século XIX
- 1833 — Benjamin Harrison, general, advogado e político estadunidense (m. 1901).
- 1871 — Sybil Fane, Condessa de Westmorland (m. 1910)
- 1827 — Josef Strauss, compositor austríaco (m. 1870).
- 1833 — Benjamin Harrison, general, advogado e político estadunidense, 23º presidente dos Estados Unidos (m. 1901).
- 1885 — Matias de Lima, poeta português (m. 1976).
- 1886 — Paul Tillich, filósofo e teólogo germano-americano (m. 1965).
- 1889 — Cora Coralina, poetisa e contista brasileira (m. 1985).
- 1890 — H. P. Lovecraft, escritor estadunidense (m. 1937).

### Século XX

#### 1901–1950
- 1901 — Salvatore Quasimodo, escritor italiano (m. 1968).
- 1905 — Jean Gebser, linguista, poeta e filósofo alemão (m. 1973).
- 1909
  - Montgomery Wilson, patinador artístico canadense (m. 1964).
  - Olga Rubtsova, enxadrista russa (m. 1994).
- 1913 — Roger Sperry, neuropsicólogo e neurobiólogo estadunidense (m. 1994).
- 1917 — Kenneth Erwin Hagin, pastor e escritor estadunidense (m. 2003).
- 1919 — Adamantíos Andrutsópulos, advogado, educador e político grego. (m. 2000).
- 1923 — Dina Mangabeira, poetisa brasileira (m. 2000).
- 1927
  - Décio Pignatari, escritor, sociólogo e teórico da comunicação brasileiro (m. 2012).
  - Fred Kavli, empresário e filantropo norueguês-americano (m. 2013).
- 1931 — Don King, empresário norte-americano.
- 1934 — Armi Kuusela, ex-modelo finlandesa.
- 1936 — Hideki Shirakawa, químico, engenheiro e acadêmico japonês.
- 1938 — Peter Day, químico e acadêmico britânico (m. 2020).
- 1939 — Maria Laura Mainetti, freira e educadora italiana (m. 2000).
- 1941 — Slobodan Milošević, político sérvio (m. 2006).
- 1942 — Isaac Hayes, cantor e compositor norte-americano (m. 2008).
- 1944 — Rajiv Gandhi, político indiano (m. 1991).
- 1946
  - José Wilker, ator e diretor brasileiro (m. 2014).
  - Laurent Fabius, político francês.
  - Ralf Hütter, cantor e tecladista alemão.
- 1948 — Robert Plant, músico, cantor e compositor britânico.

#### 1951–2000
- 1951 — Stephen White, escritor norte-americano.
- 1956
  - Joan Allen, atriz norte-americana.
  - Celso Russomanno, repórter e político brasileiro.
- 1961 — Martha Medeiros, escritora brasileira.
- 1962 — James Marsters, ator e cantor norte-americano.
- 1963 — Riccardo Ferri, ex-futebolista italiano.
- 1964 — Giuseppe Giannini, ex-futebolista italiano.
- 1966
  - Dimebag Darrell, músico norte-americano (m. 2004).
  - Ana Lúcia Martins, política brasileira.
  - Enrico Letta, advogado e político italiano.
- 1968
  - Klas Ingesson, futebolista sueco. (m. 2014).
  - Heitor Martinez, ator brasileiro.
  - Luís Henrique, ex-futebolista brasileiro.
- 1970
  - Celso Ayala, ex-futebolista paraguaio.
  - Fred Durst, vocalista, diretor de filme, e ator estadunidense.
- 1973 — Finazzi, futebolista brasileiro.
- 1974
  - Amy Adams, atriz norte-americana.
  - Misha Collins, ator e produtor norte-americano.
- 1979 — Jamie Cullum, cantor e compositor britânico.
- 1981
  - Ben Barnes, ator britânico.
  - Roberto Nanni, futebolista argentino.
- 1982 — Meghan Ory, atriz canadense.
- 1983
  - Paulo André, futebolista brasileiro.
  - Andrew Garfield, ator americano.
- 1985
  - Álvaro Negredo, futebolista espanhol.
  - Brant Daugherty, ator americano.
- 1987
  - Brent Wilson, músico americano.
  - Cătălina Ponor, ginasta romena.
  - Simon Shnapir, patinador artístico americano.
  - Gunther, wrestler austríaco.
- 1989 — Kirko Bangz, rapper americano.
- 1990 — Marissa Castelli, patinadora artística americana.
- 1992
  - Demi Lovato, cantora, compositora e atriz norte-americana.
  - Talita Younan, atriz brasileira.
- 1993 — Anouska Koster, ciclista neerlandesa.
- 1995 — Liana Liberato, atriz norte-americana.
- 1999 — Joe Willock, futebolista inglês.
- 2000 — Pau Miquel, ciclista espanhol.

## Mortes

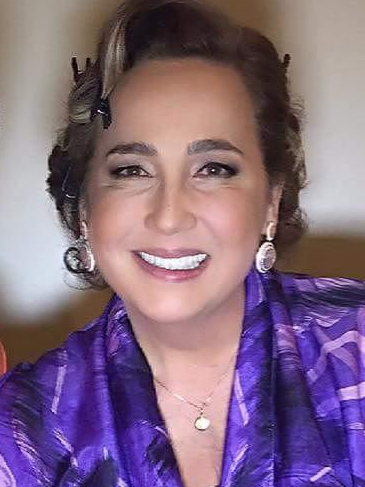
Claudia Jimenez

### Anteriores ao século XIX
- 0002  — Lúcio César (n. 17 a.C.).
- 0014 — Agripa Póstumo (n. 12 a.C.).
- 0636 — Teodoro Tritírio, comandante militar bizantino (n. ?).
- 0917 — Constantino Lips, almirante bizantino (n. ?).
- 0984 — Papa João XIV (n. 940).
- 1153 — Bernardo de Claraval, santo católico francês (n. 1090).
- 1417 — Borso d'Este, duque de Ferrara (n. 1413).
- 1484 — Hipólita Maria Sforza, duquesa da Calábria (n. 1446).
- 1580 — Jerónimo Osório, historiador português (n. 1506).
- 1648 — Edward Herbert, 1.º Barão Herbert de Cherbury (n. 1583).
- 1672 — Johan de Witt, matemático e político neerlandês (n. 1625).
- 1775 — Jean-François Boyer, bispo francês (n. 1675).
- 1785 — Jean-Baptiste Pigalle, escultor francês (n. 1714).

### Século XIX
- 1823 — Papa Pio VII (n. 1742).
- 1854 — Friedrich Wilhelm Joseph von Schelling, filósofo alemão (n. 1775).
- 1859 — Juan Bautista Ceballos, político mexicano (n. 1811).
- 1897 — Antônio Manuel Correia de Miranda, militar e político brasileiro (n. 1831).

### Século XX
- 1914 — Papa Pio X (n. 1835).
- 1915 — Paul Ehrlich, médico e acadêmico alemão (n. 1854).
- 1917 — Adolf von Baeyer, químico e acadêmico alemão (n. 1835).
- 1936 — Edward Weston, químico anglo-americano (n. 1850).
- 1961 — Percy Williams Bridgman, físico e acadêmico estadunidense (n. 1882).
- 1973 — Luiza Andaluz, religiosa e educadora portuguesa (n. 1877).
- 1975 — Arlindo de Andrade Gomes, jurista e político brasileiro (n. 1884).
- 1981 — Enedina Alves Marques, professora e engenheira brasileira (n.1913).
- 1985 — Donald Olding Hebb, psicólogo e acadêmico canadense (n. 1904).
- 1995 — Hugo Pratt, escritor e ilustrador italiano (n. 1927).
- 1999 — Alair Vilar Fernandes de Melo, bispo brasileiro (n. 1916).

### Século XXI
- 2001 — Fred Hoyle, astrônomo britânico (n. 1915).
- 2008
  - Leopoldo Serran, roteirista brasileiro (n. 1942).
  - Gene Upshaw, jogador de futebol americano estadunidense (n. 1945).
- 2017 — Jerry Lewis, comediante estadunidense (n. 1926).
- 2018 — Uri Avnery, escritor, político e ativista da paz israelense (n. 1923).
- 2020 — Chi Chi DeVayne, drag queen estadunidense (n. 1985).
- 2021 — Igor Vovkovinskiy, estudante de direito e ator ucraniano-americano (n. 1982).
- 2022 — Cláudia Jimenez, atriz, humorista, dubladora e roteirista brasileira (n. 1958).

## Feriados e eventos cíclicos

### Mundo
- Dia Mundial do Mosquito

### Brasil
- Dia do Maçom
- Aniversário das cidades de Assis Chateaubriand e Santo Antônio da Platina, Paraná
- Aniversário da cidade de Catalão, Goiás
- Aniversário das cidade Tambaú, São Bernardo do Campo e Rincão, São Paulo
- Aniversário da cidade de Sapucaia do Sul, Rio Grande do Sul
- Aniversário da cidade de Palmeira dos Índios, Alagoas

### Portugal
- Dia do município de Albufeira, Foral de D.Manuel I
- Dia do município de Viana do Castelo, Nossa Senhora da Agonia
- Dia do município de Sátão, S. Bernardo
- Dia do município de Alcobaça, S. Bernardo

### Cristianismo
- Bernardo de Claraval
- Filiberto de Tournus
- Maria De Mattias
- Papa Zeferino
- Samuel
- Zaqueu

## Outros calendários
- No calendário romano era o 13.º dia (XIII) antes das calendas de setembro.
- No calendário litúrgico tem a letra dominical A para o dia da semana.
- No calendário gregoriano a epacta do dia é v.